# Engel-Chörli Appenzell

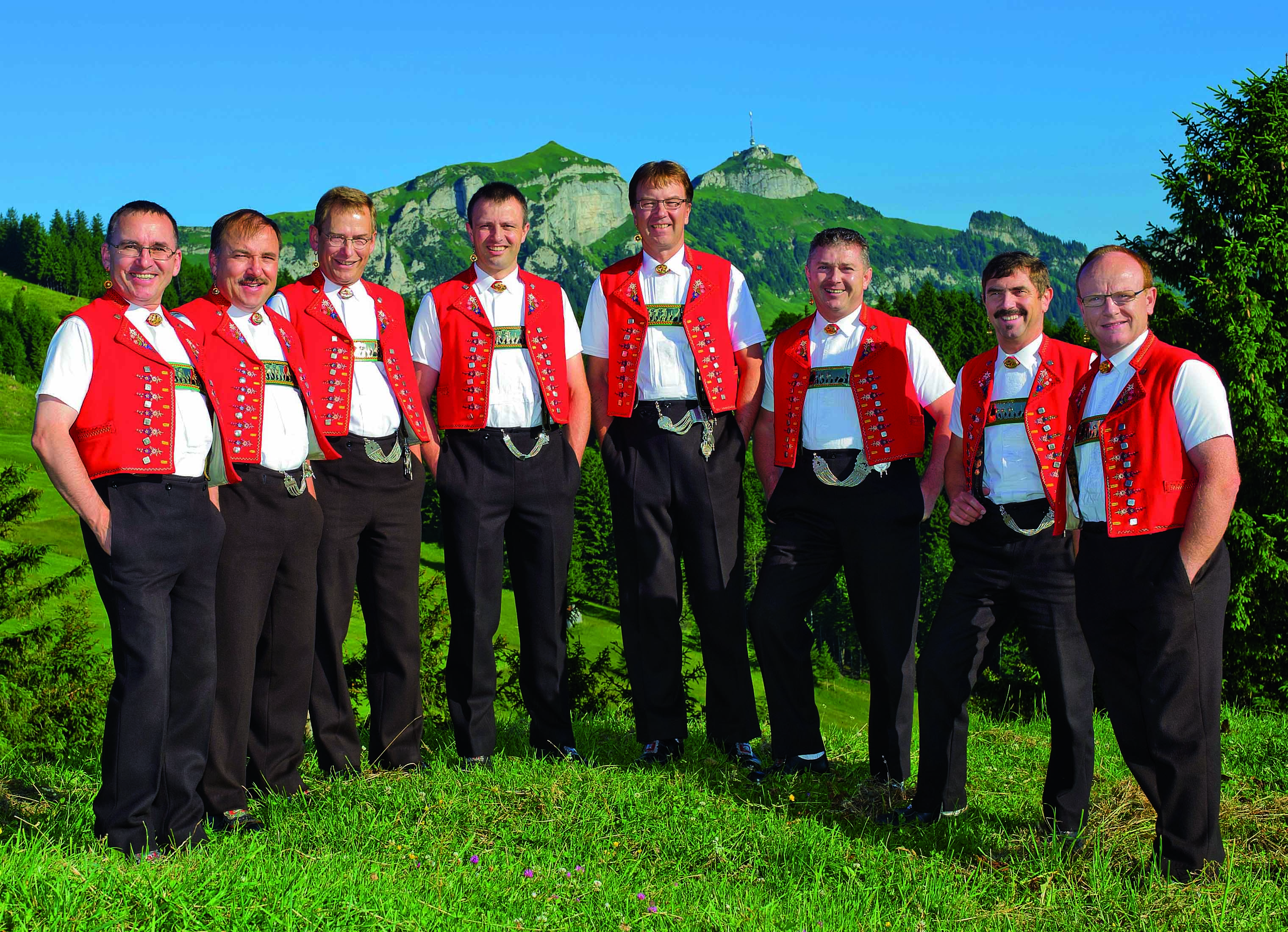
Das Engel-Chörli Appenzell 2010, im Hintergrund der Hohe Kasten

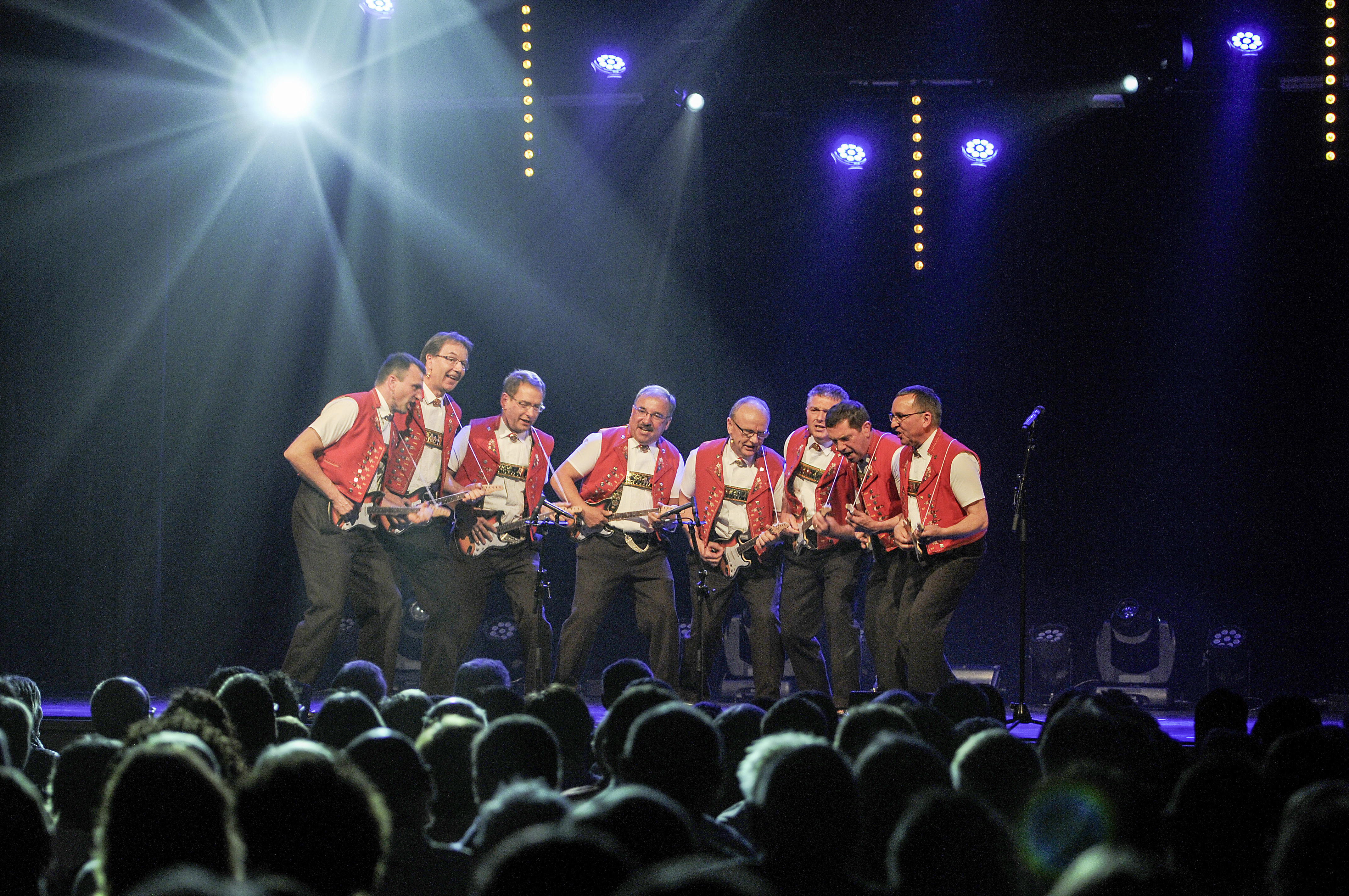
Das Engel-Chörli bei einer komödiantischen Einlage während einer Unterhaltung 2015

Das Engel-Chörli Appenzell ist eine achtköpfige Jodel- und Gesangsformation aus dem Kanton Appenzell Innerrhoden. Die Formation bestand in den Jahren von 1982 bis 2021. 2016 erhielt die Gruppe den Innerrhoder Kulturpreis.

## Werdegang und musikalisches Schaffen
Das Engel-Chörli Appenzell entstand spontan, als Ende der 1970er-Jahre nach den Proben der Guggenmusik Ä-pfoch in den Gasthäusern jeweils noch gesungen wurde. Fünf der Fasnachts-Musikanten liessen ab 1979 den alten Brauch des Neujahrssingens in Appenzell wieder aufleben. Ab 1980 trafen sie sich jeweils am Sonntagnachmittag, um das überlieferte Appenzeller Liedgut bei sich zu Hause zu pflegen. Zu den ursprünglich fünf Sängern gesellten sich drei weitere hinzu und der Verein Engel-Chörli Appenzell wurde 1982 offiziell gegründet. Der Name der Gruppe leitet sich dabei vom Stammlokal der Guggenmusik Ä-pfoch, dem Engel in Appenzell, ab.
Die Gruppe besteht aus Emil Koller (Chorleiter und 2. Tenor), Thomas Sutter (1. Tenor), Hansueli Wild (1. Tenor und 2. Jodler), Johann Inauen (2. Tenor und 1. Jodler sowie Präsident), Leo Koller (1. Bass), Albert Sutter (1. Bass), Guido Kölbener (2. Bass) sowie Kläus Dobler (2. Bass). Nach dem Hinschied von Kläus Dobler 2008 übernahm Kläus Inauen dessen Stimme.
Während beinahe 40 Jahren war das Engel-Chörli eines der bekanntesten Aushängeschilder der volkstümlichen Musikszene in Appenzell Innerrhoden. Viele Konzerte im In- und Ausland sowie zahlreiche Auftritte in Radio und Fernsehen machten die Gruppe bekannt. Die Formation produzierte zwischen 1989 und 2013 acht Tonträger, meist in Zusammenarbeit mit einer Streichmusikformation. Ab 1985 gehörte die Gruppe dem Nordostschweizerischen Jodlerverband an und nahm an allen Wettbewerben der Eidgenössischen und Nordostschweizerischen Jodlerfeste teil.
Das Hauptanliegen der Gruppe ist die Pflege des überlieferten Appenzeller Liedgutes, vor allem der Ruggusseli (Naturjodel). Bekannte Komponisten der Appenzeller Volksmusik wie Josef Dobler oder Dölf Mettler haben zahlreiche, zum Teil sehr eigenwillige Stücke eigens für die Formation komponiert. Die Auftritte und abendfüllenden Unterhaltungen des Engel-Chörli teilen sich jeweils auf in einen volkstümlich-traditionellen Teil und einen modernen A-cappella-Teil. Zu Letzterem gehören auch slapstickartige Possen, aufwändige Verkleidungen oder ganze Theaterszenen. Mit dieser Offenheit wollte die Gruppe der überlieferten Appenzeller Volksmusik auch einen Weg in die Zukunft weisen.
Als erste Formation wurde das Engel-Chörli Appenzell 2016 mit dem Innerrhoder Kulturpreis der kantonalen Stiftung Pro Innerrhoden geehrt. Die Gruppe beschloss die Auflösung mit einer Reihe von Konzerten für 2020. Wegen der Corona-Pandemie mussten diese abgesagt werden; das Abschluss-Konzert in der Pfarrkirche Appenzell fand schliesslich am 27. August 2021 statt.

## Diskografie
- Engel-Chörli (mit Kapelle Höckler und Original Streichmusik Hornsepp), 1989
- Engel-Chörli (mit Kapelle Alderbuebe und Stegräfler MG Haslen), 1994
- Meglisalp (mit Streichmusik Alperösli), 1999
- A cappella, 2004
- Jodellieder ond Ruggusseli (mit Streichmusik Neff und La Luna), 2008
- Di Föft (mit Jungformation Dewiisli), 2010
- Böchsefuetter, 2011
- Wienachtsfreud, 2013